# Achaea
Achaea, vagy Achaia (görög:: Ἀχαΐα; latin: Achaia) egy római provincia volt.

## Elhelyezkedése
Aegeus-tenger, a Földközi-tengernek öble, ami szigetekben igen gazdag. Nyugatról Görögország partjai, délről Kythera, Kréta, Karpathos és Rhodos szigetek, keletről Kis-Ázsia, északról a thrák-makedon partok határolták.

## Római Birodalom
Philipposz i.e 215-ben Karthágó szövetségese lett és így Róma ellensége. A Birodalom az Achaea-i városokkal szövetséget kötött. Az első és második macedon háború eredményeként Görögország elvesztette függetlenségét és római provinciává vált.

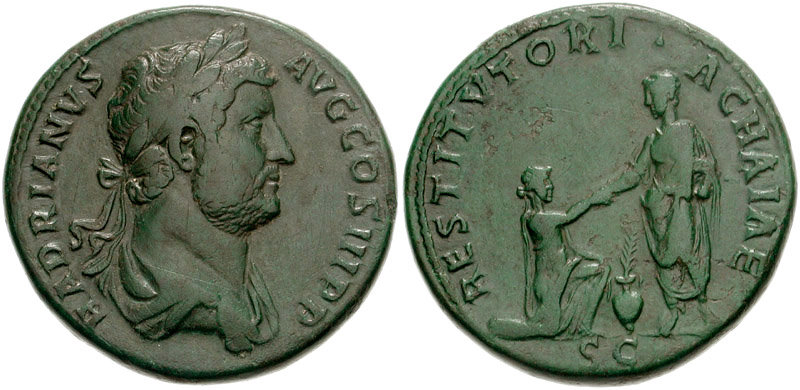
Hadrianus császár Achaea provinciai látogatásának emlékére vert bronz sestercius érméje. Előoldalán a császár melvértes, babérkoszorús portréja, a hátoldalon allegorikus jelenet, a kötirat: RESTITVTORI ACHAIAE (Achaea helyreállítva".

## Városok

### Athén
A római uralom alatt is kulturális központ maradt egészen 529-ig, amikor Justinianus bezáratta a pogány filozófiai iskolákat.